# Хронологија Народноослободилачке борбе јануар 1944.
Хронолошки преглед важнијих догађаја везаних за Народноослободилачку борбу народа Југославије, који су се десили током јануара месеца 1944. године:
| ← децембар | ← децембар | ← децембар | ← децембар | ← децембар | ← децембар | ← децембар | ← децембар | Хронологија Народноослободилачке борбе у 1944. | Хронологија Народноослободилачке борбе у 1944. | Хронологија Народноослободилачке борбе у 1944. | Хронологија Народноослободилачке борбе у 1944. | Хронологија Народноослободилачке борбе у 1944. | Хронологија Народноослободилачке борбе у 1944. | Хронологија Народноослободилачке борбе у 1944. | Хронологија Народноослободилачке борбе у 1944. | Хронологија Народноослободилачке борбе у 1944. | Хронологија Народноослободилачке борбе у 1944. | Хронологија Народноослободилачке борбе у 1944. | Хронологија Народноослободилачке борбе у 1944. | Хронологија Народноослободилачке борбе у 1944. | Хронологија Народноослободилачке борбе у 1944. | Хронологија Народноослободилачке борбе у 1944. | фебруар → | фебруар → | фебруар → | фебруар → | фебруар → | фебруар → | фебруар → | фебруар → |
| С          | Н          | П          | У          | С          | Ч          | П          | С          | Н                                              | П                                              | У                                              | С                                              | Ч                                              | П                                              | С                                              | Н                                              | П                                              | У                                              | С                                              | Ч                                              | П                                              | С                                              | Н                                              | П         | У         | С         | Ч         | П         | С         | Н         | П         |
| 1          | 2          | 3          | 4          | 5          | 6          | 7          | 8          | 9                                              | 10                                             | 11                                             | 12                                             | 13                                             | 14                                             | 15                                             | 16                                             | 17                                             | 18                                             | 19                                             | 20                                             | 21                                             | 22                                             | 23                                             | 24        | 25        | 26        | 27        | 28        | 29        | 30        | 31        |

## Догађаји

#### 17. јануар
- Главнина Трећег босанског корпуса (17. источнобосанска дивизија, 19. бирчанска ударна бригада и шест партизанских одреда) и 16. војвођанска дивизија отпочели напад на Тузлу (Друга тузланска операција), коју су бранили 5. и 8. пук домобранске 3. ловачке бригаде и немачка Борбена група Сваре. Упркос упорним борбама, вођеним до 20. јануара, град није заузет, јер су немачко-домобранским снагама пристигла појачања јединица из Добоја и моторизована колона из Зворника. У борби су погинули – Станко Мењић (1910–1944), политички комесар батаљона у 19. бирчанској бригади; Хамзо Хамзић (1924–1944) командант батаљона у 16. муслиманској бригади и Симо Лукић (1916–1944), командант Озренског партизанског одреда, док је тешко рањен Јусуф Џонлић (1920–1944), заменик политичког комесара Првог батаљона у 16. муслиманској бригади, који је од задобијених рана касније умро. Сва четворица су након рата проглашени за народне хероје.[1]

#### 19. јануар
- У Мославини, по наређењу Главног штаба НОВ и ПО Хрватске формирана 33. хрватска дивизија, у чији су састав ушле – 1. и 2. мославачка бригада, Мославачки и Бјеловарски партизански одред, јачине око 1.700 бораца. Штаб дивизије сачињавали су – командант Јосип Антоловић, политички комесар Владимир Мутак и начелник Штаба Божо Кушец.[2]
- Одлуком Врховног штаба НОВ и ПОЈ од 32. загорске и 33. хрватске дивизије и Западне групе НОП одреда формиран 10. загребачки корпус. Оперативно подручје корпуса захватало је територију дотадашње Друге оперативне зоне НОВ и ПО Хрватске (осим Жумберка и Покупља), која је формирањем 10. корпуса укинута. Приликом формирања корпус је имао око 6.300 бораца. Штаб копуса сачињавали су – командант Владимир Матетић, политички комесар Иван Шибл, помоћник политичког комесара Шиме Бален и начелник Штаба Јосип Рукавина. [2]

#### 25. јануар
- У селу Ба, код Љига, од 25. до 29. јануара одржан конгрес политичких странака које су подржавале Југословенску војску у отаџбини (ЈВУО) познат као Светосавски конгрес. Конгресу је присуствовало 274 делегата, међу којима су били политичких партија – Живко Топаловић, председник Социјалистичке партије Југославије; Антон Крејчи, представник Југословенске националне странке; Владимир Предавец, представник Хрватске сељачке странке и лични изасланик Влатка Мачека; Велимир Јојић, представник Демократске странке; такође, међу делегатима су били – Драгиша Васић, Стеван Мољевић, Мустафа Мулалић и капетан Валтер Менсфилд, члан војне мисије САД при Врховној команди ЈВУО. На конгресу је дошло до уједињења свих организација и странака које су подржавале Равногорски покрет и створена Југословенска демократска народна заједница; образован је Централни национални комитет Краљевине Југославије; донет Општи народни програм и састављена резолуција о задацима у даљој борби против Народноослободилачког покрета. Конгрес је био закаснели политички покушај да се оспори законитост АВНОЈ и одлука донетих на његовом другом заседању.[3]

#### 30. јануар
- У Лици наређењем Главног штаба НОВ и ПО Хрватске формирана 35. личка дивизија, у чији су састав ушле – Прва и Друга бригада Оперативног штаба за Лику, Лички партизански одред, батаљон Плави Јадран и артиљеријски дивизион, јачине око 2.200 бораца. Формирањем дивизије престао је рад Оперативног штаба за Лику. Штаб дивизије сачињавали су – командант Петар Клеут, политички комесар Миливој Рукавина и начелник Штаба Владимир Слободанинов. [4]
- Одлуком Врховног штаба НОВ и ПОЈ од 13. приморско-горанске и 35. личке дивизије и јединица Оперативног штаба за Истру формиран 11. хрватски корпус, чије је оперативно подручје захватило Лику, Горски котар, Хрватско приморје и Истру. Штаб корпуса сачињавали су – командант Павле Јакшић, политички комесар Артур Туркулин, начелник Штаба Станко Перхавец и оперативни официр Стеван Опсеница.[4]